# 자발 핵분열
자발 핵분열(spontaneous fission)은 매우 무거운 동위원소의 방사성 감쇠 과정이며, 이론상으로는 100 amu(루테늄 근처) 이상인 어떠한 원자핵에서도 가능하다. 하지만 실제로, 자발 핵분열은 230 amu(토륨 근처) 이상의 원자 질량을 가지는 원소에서 발생한다. 러더포듐과 같은 초악티늄족 원소가 가장 자발 핵분열이 잘 된다.
우라늄과 토륨의 경우, 자발 핵분열은 가능한 붕괴 방식이기는 하지만 많이 일어 나지는 않으며, 정확한 붕괴 비율등을 필요로 하는 경우가 아니라면 일반적으로 무시된다. 수학적으로 자발 핵분열이 일어날 경계조건은 다음과 같다.
{\displaystyle {\hbox{Z}}^{2}/{\hbox{A}}\approx 45.}
그러나 오가네손 294를 제외한 그 어떤 방사성 동위원소도 이 값에 도달하지 못한다.
이름이 의미하듯, 핵분열은 자발 핵분열과 완전히 동일한 과정이며 단지 자발적이지 않을 뿐인데, 이는 "임계치"에 도달해서 분열을 계속할 만큼의 중성자 다발을 생성하지 않는다는 것이다. 하지만 자발 핵분열은 다른 핵분열과 마찬가지로 중성자를 방출하며, 자발 핵분열이 어느 정도 중요한 붕괴 방식의 하나인 방사성 동위 원소의 경우에는 중성자원으로 사용될 수 있다. 캘리포늄-252(반감기 2.645년, 자발 핵분열율 3.09%)는 자주 중성자원으로 사용된다. 중성자는 폭발물 탐지를 위한 항공 수하물의 탐색, 도로 건설 혹은 공장 건설시 토양 내의 습도 측정, 저장고의 저장품의 습도 측정 등에 사용될 수 있다.
핵분열 후에 자발 핵분열이 가능한 원자핵 수가 감소하지 않는다면, 이는 푸아송 과정이다. 즉 매우 짧은 시간 동안 자발 핵분열의 확률은 시간의 길이에 따른다.
우라늄-238의 자발 핵분열은 핵분열의 파편이 결정구조를 통해 나아감에 따라 우라늄을 가지고 있는 광물에 자국을 남긴다. 이러한 자국은 방사성 연대 측정법의 기본이 된다.

## 자발 핵분열 비율
- 우라늄-235: 0.2 - 0.3 fissions/s-kg
- 우라늄-238: 7 fissions/s-kg
- 플루토늄-239: 10 fission/s-kg
- 플루토늄-240: 415,000 fission/s-kg

실질적으로, 플루토늄-239는 생성시에 추가로 중성자를 흡수하려는 경향이 있으므로, 항상 일정량의 플루토늄-240을 포함하고 있다. 플루토늄-240의 높은 자발 핵분열 비율은 이를 부적절한 혼합물이게 한다. 무기로 사용할 만한 플루토늄은 7% 이하의 플루토늄-240을 포함해야 한다.

## 같이 보기
- 핵분열
- 천연 핵분열로
- 알파 붕괴
- 뭉치 붕괴